# Movimiento cenobítico

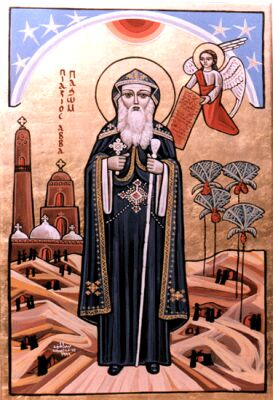
Icono copto de San Pacomio, fundador del monasticismo cenobítico cristiano.

El movimiento cenobítico es una tradición monástica iniciada desde los tiempos más remotos del cristianismo, que enfatiza la vida en común.
Se caracterizaba por el comunitarismo monacal, que preservaba el aislamiento de los monjes del común de la sociedad.
En Occidente, cada comunidad pertenecía a alguna orden religiosa, y la vida del monje cenobítico estaba regulada por una regla (una colección de preceptos). 
El movimiento cenobítico se aseguraba de poner un orden a la vida en común de los monjes, en lo que respecta a la administración de los bienes y productos, así como la formación en la fe, la disciplina y los intereses filosóficos del cristianismo naciente. 
Se realizaban actividades de meditación y recogimiento, propias de las comunidades religiosas tanto de monjes como las de monjas y así se mantienen hasta la actualidad.

## Etimología
Las palabras cenobita y cenobítico derivan (por vía del latín coenobĭum) del griego κοινός (koinós: común) y βίος (bíos: vida’), que significan ‘vida comunitaria’. 
El adjetivo griego es κοινοβιακόν (koinobiakón).
Un grupo de monjes viviendo en comunidad se llamaba cenobio; en latín cenobium (monasterio), o laura, a veces agrupados en eremitorios.

## Orígenes

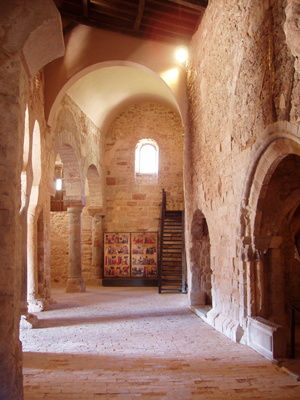
Monasterio de San Millán de Suso

Es comúnmente aceptado que la versión organizada del monacato cenobítico cristiano comenzó en Egipto durante el siglo IV. Los monjes cristianos en los siglos anteriores eran usualmente eremitas, especialmente en Oriente Medio. Esto fue lo común hasta el declive de la Cristiandad en Siria a finales de la Edad Media. Sin embargo, esta forma de vida en solitario no satisfacía a todos y la soledad y las dificultades, si no se estaba espiritualmente preparado podía llevar a desarreglos mentales.
Por esta razón, comenzaron a crearse comunidades monásticas organizadas para que los monjes pudieran tener soporte en su lucha espiritual. Mientras que los monjes eremitas tenían un elemento de socialización al encontrarse una vez a la semana para orar conjuntamente, los cenobitas se juntaban para rezar conjuntamente de forma más regular. Los cenobitas también socializaban más porque los monasterios donde vivían estaban localizados a menudo en un pueblo habitado o cerca de él. Por ejemplo, la versión de la Vida de San Pacomio en dialecto bohaírico del idioma copto señala que los monjes del monasterio de Tabennisi construyeron una iglesia para los habitantes de la cercana ciudad del mismo nombre incluso "antes de que construyeran una para ellos mismos". Esto significa que los cenobitas estaban en contacto con otras gentes mientras que los eremíticos
no eran muy sociables, sólo juntándose para orar ocasionalmente.

## San Pacomio
Los cenobitas fueron también diferentes de sus predecesores, los eremitas o anacoretas, en sus viviendas. Mientras que estos vivían solos en un monasterio que consistía exclusivamente en una cabaña o en una cueva (celda), los cenobitas vivían juntos en un monasterio que comprendía un complejo de uno o varios edificios, donde cada vivienda podía albergar alrededor de veinte monjes y dentro de la casa había habitaciones separadas o celdas que podían ser habitadas por dos o tres monjes. Esta estructuración ha sido atribuida al mismo hombre al que se le reconoce como el padre del monacato cenobítico, San Pacomio. Esta idea de Pacomio puede que se debiera al haber vivido en cuartos como estos cuando estaba en el ejército romano, ya que su estilo "recuerda a las barracas del ejército".
No obstante, aunque a Pacomio (nacido entre 287 y 294 y fallecido entre 346 y 348) se le considera como el "padre del monacato cenobítico", es más seguro pensar en él como el "padre del monacato cenobítico organizado" ya que fue el primer monje que aprovechó pequeños grupos comunales que a menudo ya existían y los juntó en una federación de monasterios.

## Otro tipo de monasticismo
- Hay otra forma de monasticismo posterior, que se encuentra generalmente en Oriente, que se llama skete. En Occidente hay monjes semi-anacoretas, entre cenobitas y ermitaños, como los cartujos y los camaldulenses.

## El monasticismo cenobítico en otras religiones
El monasticismo cenobítico existe en varias religiones, aunque el budista y el cristiano son los más prominentes.